# Muscle carré plantaire
Le muscle carré plantaire (Musculus quadratus plantae) ou chair carrée de Sylvius ou  muscle fléchisseur accessoire des orteils est un muscle du membre inférieur situé dans la partie postérieure de la plante du pied.

## Description
Le muscle carré plantaire est un muscle court et aplati. C'est un muscle intrinsèque de la partie plantaire du pied.
Il relie par deux faisceaux le calcanéus au tendon du muscle long fléchisseur des orteils.

## Origine
Le muscle carré plantaire nait par deux chefs : un faisceau médial se fixe sur la face médiale de la tubérosité du calcanéum et un faisceau latéral se fixe sur la face inférieure du calcanéum et sur le ligament calcanéo-cuboïdien plantaire.

## Trajet
Les deux chefs se dirigent vers l'avant et fusionnent pour former un corps musculaire aplati compris entre le muscle court fléchisseur des orteils en dessous et le ligament calcanéo-cuboïdien plantaire au-dessus.

## Terminaison
Le muscle carré plantaire s'insère sur le bord postéro-externe du tendon du muscle long fléchisseur des orteils.

## Innervation
Le muscle carré plantaire est innervé par le nerf plantaire médial et par le nerf plantaire latéral.

## Vascularisation
Le muscle carré plantaire est vascularisé par des collatérales des artères plantaires.

## Anatomie fonctionnelle
Le muscle carré plantaire est fléchisseur des orteils et, en tirant sur les tendons du muscle long fléchisseur des orteils, il redresse son action.

## Galerie

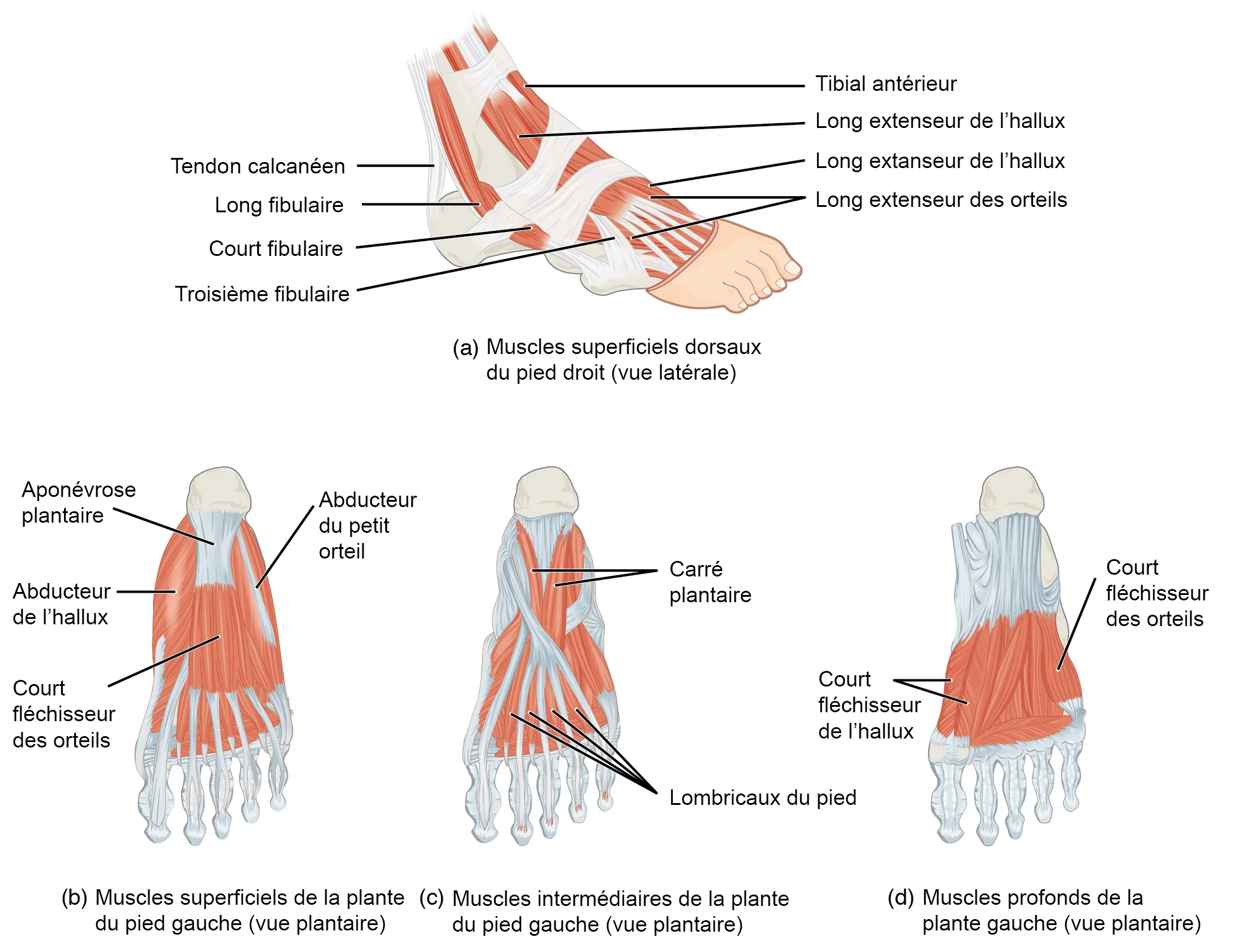
Muscle du pied
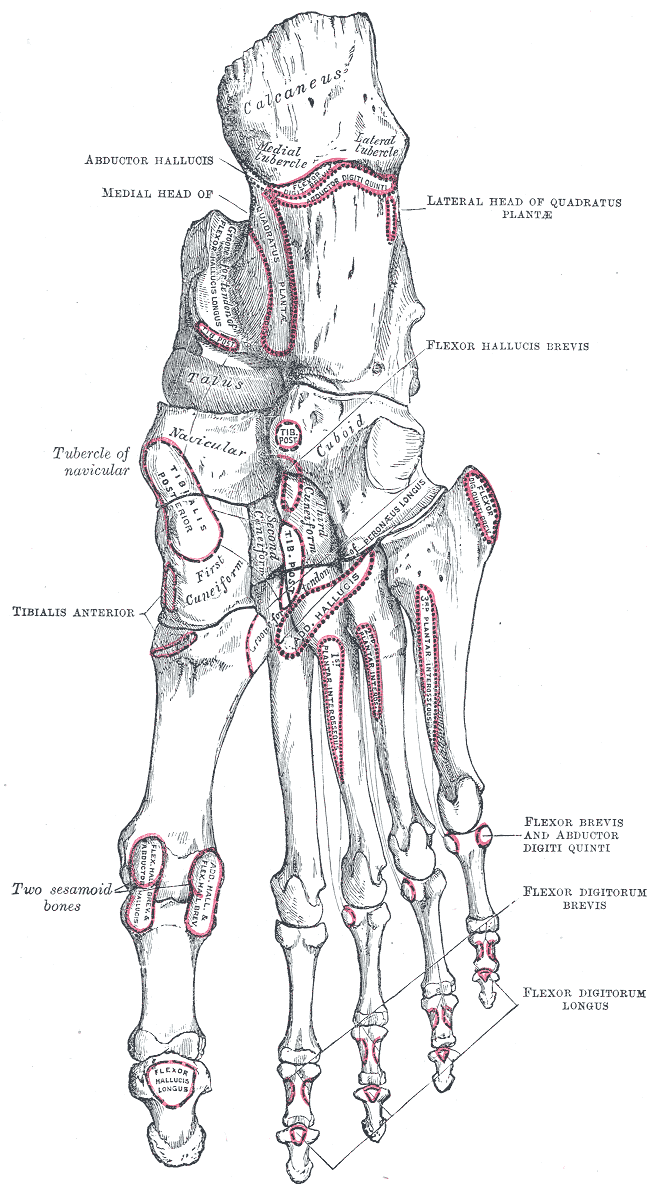
Vue plantaire des os du pied droit
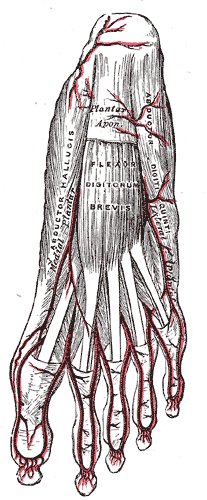
Vascularisation de la face plantaire du pied.
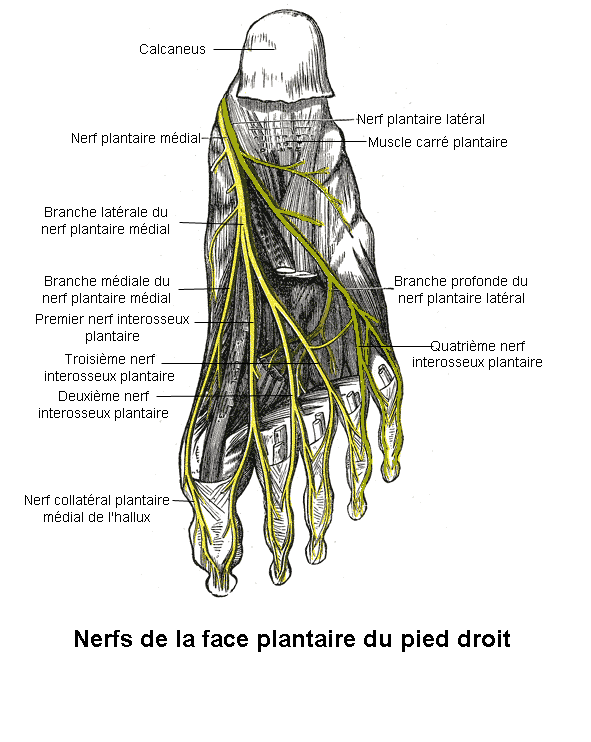
Nerfs de la face plantaire du pied